# كلخ فونتكويري
الكلخ الفونتكويري (باللاتينية: Ferula fontqueri) نوع نباتي يتبع جنس الكلخ من الفصيلة الخيمية.

## الموئل والانتشار
النبات واطن في المغرب العربي.